# 221673 Duschl
221673 Duschl è un asteroide della fascia principale. Scoperto nel 2007, presenta un'orbita caratterizzata da un semiasse maggiore pari a 2,772766 UA e da un'eccentricità di 0,069976, inclinata di 5,811981° rispetto all'eclittica.